# Juan de Haro Piñar
Juan de Haro Piñar (Barcelona, 1924-Madrid, 2003) fue un arquitecto español.

## Biografía
Nació en 1924 en Barcelona. Vinculado a la arquitectura moderna, en Madrid estuvo al cargo de proyectos como el de la actual Facultad de Humanidades de la Universidad Nacional de Educación a Distancia, antiguamente un colegio mayor, o el actual centro cultural Antonio Machado. También le corresponden el  Colegio San Alfonso María del Ligorio de Palma de Mallorca o la estación de servicio de El Rebollet, en Oliva. Falleció en el 6 de agosto de 2003 en Madrid.

## Obras seleccionadas
- 1958 Iglesia parroquial de la Virgen de la Providencia y San Cayetano en el Distrito de Salamanca (Madrid).
- 1963 Centro Cultural Antonio Machado en el Distrito de San Blas
- 1964 Viviendas en el Distrito de Chamberí de Madrid
- 1965 Piscinas privadas en el Distrito de Hortaleza
- 1969 Colegio Mayor Universitario Siao Sin en la ciudad universitaria de Madrid.